# كأس السوبر الإسباني 2024
كأس السوبر الإسباني 2024 هي النسخة الأربعين من كأس السوبر الإسباني التي ينظمها الاتحاد الإسباني لكرة القدم، أقيمت البطولة في الفترة ما بين 10–14 يناير 2024 على ملعب الأول بارك في مدينة الرياض. تعد هذه البطولة هي الخامسة التي تقام على بمشاركة 4 فرق بدلا من فريقين.

## الفرق المشاركة
تأهلت الفرق الأربعة التالية للبطولة.
| الفريق        | طريقة التأهل                 | المشاركة رقم | آخر مشاركة                         | الأداء عبر السنوات | الأداء عبر السنوات | الأداء عبر السنوات |
| الفريق        | طريقة التأهل                 | المشاركة رقم | آخر مشاركة                         | البطل              | الوصيف             | نصف النهائي        |
| ------------- | ---------------------------- | ------------ | ---------------------------------- | ------------------ | ------------------ | ------------------ |
| برشلونة       | بطل الدوري الإسباني 2022–23  | 28           | بطل كأس السوبر الإسباني 2023       | 14                 | 11                 | 2                  |
| ريال مدريد    | بطل كأس الملك 2022–23        | 20           | وصيف كأس السوبر الإسباني 2023      | 12                 | 6                  | 1                  |
| أوساسونا      | وصيف كأس الملك 2022–23       | 1            | —                                  | —                  | —                  | —                  |
| أتلتيكو مدريد | ثالث الدوري الإسباني 2022–23 | 9            | نصف نهائي كأس السوبر الإسباني 2022 | 2                  | 5                  | 1                  |

## المباريات
- توقيت المباريات ت ع م+03:00.
- ستُقام كل هذه المباريات في ملعب جامعة الملك سعود بالرياض عاصمة المملكة العربية السعودية.

### القوس
|  | نصف النهائي           | نصف النهائي |                       |  | النهائي | النهائي |
|  |                       |             |                       |  |         |         |
|  | الرياض، 10 يناير 2024 |             |                       |  |         |         |
|  |                       |             |                       |  |         |         |
|  | ريال مدريد            | 5           |                       |  |         |         |
|  | ريال مدريد            | 5           | الرياض، 14 يناير 2024 |  |         |         |
|  | أتلتيكو مدريد         | 3           |                       |  |         |         |
|  | أتلتيكو مدريد         | 3           | ريال مدريد            |  |         |         |
|  | الرياض، 11 يناير 2024 |             |                       |  |         |         |
|  |                       | برشلونة     |                       |  |         |         |
|  | برشلونة               | 2           |                       |  |         |         |
|  | برشلونة               | 2           |                       |  |         |         |
|  | أوساسونا              | 0           |                       |  |         |         |
|  | أوساسونا              | 0           |                       |  |         |         |

### نصف النهائي
| ريال مدريد                                                                                  | 5 - 3 | أتلتيكو مدريد                                           |
| ------------------------------------------------------------------------------------------- | ----- | ------------------------------------------------------- |
| - روديغير 20' - ميندي 29' - كارفاخال 85' - سافيتش 116' (هدف في مرماه) - إبراهيم دياز 120+2' |       | - 6' هيرموسو - 37' غريزمان - 78' (هدف في مرماه) روديغير |

| برشلونة                         | 2–0 | أوساسونا |
| ------------------------------- | --- | -------- |
| - ليفاندوفسكي 59' - يامال 90+3' |     |          |

### النهائي
| ريال مدريد                                       | 4 - 1 | برشلونة               |
| ------------------------------------------------ | ----- | --------------------- |
| فينيسيوس جونيور 7' 10' 39' (ركلة.) · رودريغو 64' |       | 33' روبرت ليفاندوفسكي |